# Oliver Knussen
Oliver Knussen est un compositeur britannique né le 12 juin 1952 à Glasgow en Écosse et mort le 8 juillet 2018, à Snape
(comté de Suffolk).

## Biographie
Le père d'Oliver Knussen, Stuart Knussen, était première contrebasse de l'Orchestre symphonique de Londres. Oliver Knussen a étudié la composition avec John Lambert, et reçu des encouragements de Benjamin Britten. Il passa plusieurs étés à étudier avec Gunther Schuller, lors du festival de musique de Tanglewood (Massachusetts). Il deviendra plus tard directeur du département de musique contemporaine de Tanglewood, de 1986 à 1998.
Knussen a débuté la direction d'orchestre à l'âge de 16 ans, avec l'Orchestre symphonique de Londres, en dirigeant sa première symphonie, écrite en 1966-1967. Knussen a été chef invité principal de l'orchestre de la Résidence de La Haye de 1992 à 1996. Il a été codirecteur artistique du festival d'Aldeburgh de 1983 à 1998. Il a été directeur musical du London Sinfonietta de 1998 à 2002, avant d'en devenir le chef lauréat.
Ses œuvres majeures des années 1980 sont ses deux opéras « pour enfants », Where the Wild Things Are et Higglety Pigglety Pop!, sur des livrets de Maurice Sendak.
Knussen était marié à Sue Knussen, décédée en 2003, qui était une productrice et directrice des programmes musicaux pour la télévision britannique, ainsi que responsable des programmes pédagogiques de l'Orchestre philharmonique de Los Angeles. Oliver Knussen a écrit les Songs for Sue en hommage à sa femme disparue dont la première a été donnée à Chicago en 2006.
Il est membre du jury du prix de composition Tōru Takemitsu en 2001.
En 2006, il est lauréat du prix Nemmers en composition musicale.

## Quelques œuvres
- Second Symphony (Prix Margaret Grant, Tanglewood 1971)
- Hums and Songs of Winnie-the-Pooh Op.6 (1970-1983)
- Océan de Terre pour soprano et ensemble de chambre, Op.10 (1972-1973)
- Ophelia Dances, Book 1 (commande pour le centenaire Koussevitzky, 1975)
- Trumpets (1975)
- Triptych (Autumnal, Cantata, Sonya's Lullaby, 1975-1977)
- Sonya’s Lullaby pour piano solo, Op.16 (1977-78)
- Coursing (1979)
- Rosary Songs three poems of Georg Trakl for soprano, clarinet, viola and piano (1979)
- Third Symphony (1973-1979)
- Upon Silence pour mezzo et sept cordes
- Four late poems and an epigram of Rainer Maria Rilke, pour voix de soprano non accompagnée Op.23 (1988)
- Whitman Settings pour soprano et piano, Op.25 (1991)
- Songs without Voices Op.26 (1991-1992), 4 pièces pour 8 instrumentistes, commandé par The Chamber Music Society of Lincoln Center.

## Source de la traduction
- (en) Cet article est partiellement ou en totalité issu de l’article de Wikipédia en anglais intitulé « Oliver Knussen » (voir la liste des auteurs).